# LG Chem
LG Chem Ltd., често наричана LG Chemical, е най-голямата корейска химическа компания със седалище в Сеул, Южна Корея. Това беше 9-ата по големина химическа компания в света по продажби през 2021 г. Първоначално беше създадена като Lucky Chemical Industrial Corporation, която произвеждаше козметика.
1. 1 2 3 4  www.lgchem.com
2. ↑  www.lgchem.com